# FedExForum
Il FedExForum è un palazzetto polivalente situato nel centro di Memphis, Tennessee. Ospita i Memphis Grizzlies di NBA e la squadra maschile di basket dell'University of Memphis (i Tigers). Entrambe le squadre giocavano precedentemente alla Pyramid Arena. I diritti di denominazione sono stati acquistati nel 2004 dalla più famosa azienda di Memphis, la FedEx.